# Sunset in El Dorado

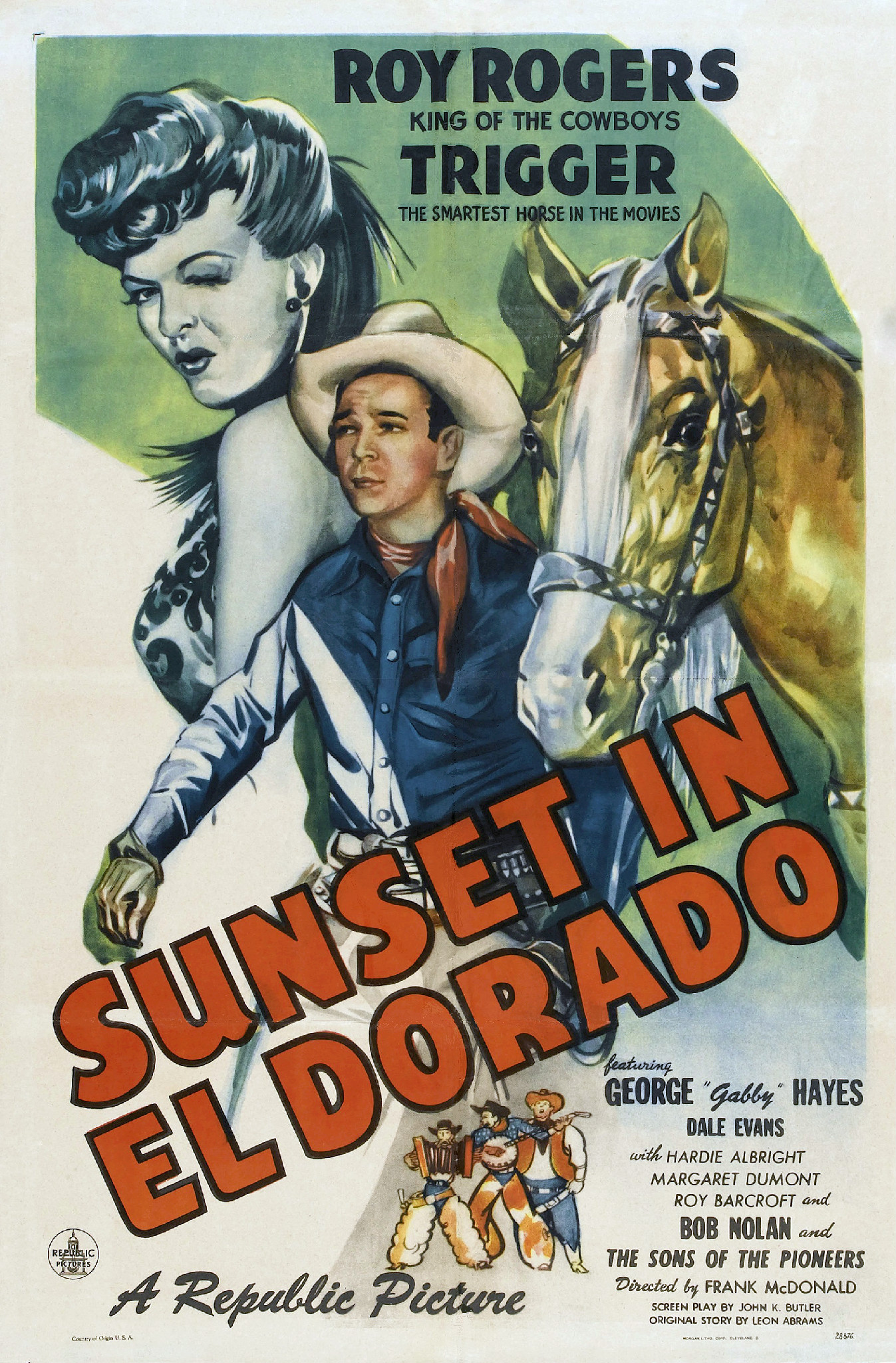
Affiche du film.

Sunset in El Dorado est un western américain réalisé par Frank McDonald et sorti en 1945.

## Fiche technique
- Réalisation : Frank McDonald
- Scénario : John K. Butler d'après une histoire de Leon Abrams
- Distributeur : Republic Pictures
- Durée : 65 minutes
- Date de sortie : 
  - États-Unis : 29 septembre 1945

## Distribution
- Roy Rogers : lui-même
- Trigger : le cheval de Roy
- Dale Evans : Lucille Wiley/Kansas Kate
- George 'Gabby' Hayes : Gabby
- Margaret Dumont : tante Dolly/Aunt Arabella
- Hardie Albright : Cecil Phelps/Cyril Earle
- Roy Barcroft : Buster Welch
- Tom London : Sheriff Gridley
- Stanley Price as: Henchman Lyle Fish
- Robert J. Wilke : Henchman Curly Roberts
- Ed Cassidy : U. S. Marshall
- Dorothy Granger : Maise - Switchboard Operator
- Bob Nolan : Band leader of Sons of the Pioneers

## Production
Le film a été tourné au Ranch Iverson, à 30 km environ d'Hollywood.

## Chansons du film
Les titres des chansons du film sont Belle of the El dorado, Lady Who wouldn't say Yes et Go West Young Man.